# Bībī Kolā
Bībī Kolā (persiska: بی بی کلا) är en ort i Iran.   Den ligger i provinsen Mazandaran, i den norra delen av landet, 150 km nordost om huvudstaden Teheran. Bībī Kolā ligger 95 meter över havet och antalet invånare är 102.
Terrängen runt Bībī Kolā är platt norrut, men söderut är den kuperad. Runt Bībī Kolā är det ganska glesbefolkat, med 34 invånare per kvadratkilometer. Närmaste större samhälle är Babol, 19,2 km nordväst om Bībī Kolā. I omgivningarna runt Bībī Kolā växer huvudsakligen savannskog.